# アニェーゼ・ボンファンティーニ
アニェーゼ・ボンファンティーニ（イタリア語: Agnese Bonfantini、1999年7月4日 - ）は、イタリアの女子サッカー選手。ポジションはFW、MF。

## 経歴
6歳の時にピエモンテに拠点を置くクラブでユースサッカーを始めた。ユースでは混合チームで男子の中に混ざってサッカーをしていた。12歳でインテル・ミラノのユースに入団する。2014-2015シーズン中に16歳の若さでトップチームデビューを果たす。
2018年にASローマに移籍。同年10月21日は初となるセリエAでのゴールを決めた。
2021年7月にユヴェントスFCに加わる。

### 代表経歴
2017年10月16日からU-19代表に選出される。2019年のキプロスカップでは決勝の北朝鮮戦で先制点を挙げるも、チームはPK戦の末に敗れる。

## プレースタイル
キャリア初期は攻撃的MFであったが、その後はセンターFWとして起用されるようになった。しかし、ボンファンティーニはストライカーやセンターFWとして起用されるよりもウインガーの方が自分の強みを活かせるし、気分が良いと語っている。